# Gibberellina 3beta-diossigenasi
La gibberellina 3beta-diossigenasi è un enzima appartenente alla classe delle ossidoreduttasi, che catalizza la seguente reazione:
gibberellina 20 + 2-ossoglutarato + O2 ⇄ gibberellina 1 + succinato + CO2
L'enzima richiede Fe2+ ed ascorbato.